# 지미 브리지스
지미 브리지스(Jimmy Bridges, 1960년 9월 15일 ~ )는 미국의 배우, 텔레비전 배우이다.
샌프란시스코에서 태어났다.

## 영화
- 시민 제인 (2009년)
- 피니시 라인 (2008년)
- 프린세스 (2003년) - 멜빈 역
- 더 비치 하우스 (2002년) - 제임스 역
- 플로신 (2001년)
- 워터프론트 (1998년)
- 씨프 앤 스트리퍼 (1998년)
- 핵주먹 타이슨 (1995년)
- 사이공 코만도 (1988년)
- 터프 캅 (1988년)
- 그 맑고 환한 밤 중에 (1984년)
- 신나는 개구쟁이 (1978년)